# 카이브러리
카이브러리(kaivrary Corp.)는 2021년 7월 7일 설립된 대한민국의 정보통신 서비스 기업이다. 플랫폼을 기획하고 설계하여 구축 및 운영하는 서비스와 통합 브랜딩/마케팅 서비스를 제공한다. 본사는 서울특별시 구로구 디지털로31길 12 (구로동)에 위치해 있다. 현재의 대표이사는 한성학이다.

## 사명
카이브러리라는 사명은 아카이브와 라이브러리라는 영어 단어를 합성한 것으로, 여기서 카이브는 그릇으로서의 아카이브를 의미하며, 그 그릇은 플랫폼을 의미한다. 즉, 테마에 따른 다양한 플랫폼 서비스를 종합적으로 제공하는 회사라는 의미를 담고 있다.

## 플랫폼 서비스
- 클리니카이브(영어: Clinikaiv.)
- 에픽카이브(영어: Epikaiv.)
- 폴리티카이브(영어: Politikaiv.)
- 티서카이브(영어: Tsirkaiv.)
- 원카이브(영어: Wonkaiv.)
- 프릭카이브(영어: Freakaiv.)
- 테크틱카이브(영어: Teqnikaiv.)

## 기술 인증
2021년 12월 3일 NICE평가정보로부터, 응용소프트웨어(OM7753-1)의 기술사업역량 및 기술경쟁력 우수(T-5) 기업으로 인증(NICE-2021-77-004087) 받았다.